# Eluphendweni
Pour les articles homonymes, voir Braunschweig (homonymie).
Eluphendweni, autrefois Braunschweig[réf. souhaitée], est une ville d'Afrique du Sud, située dans la province du Cap-Oriental.
Elle se situe au bord de la rivière Buffalo